# パキゲニス
パキゲニス（学名：Pachygenys）は、前期白亜紀のアジアに生息した有鱗目の爬虫類。2015年時点で下顎の部位しか発見されておらず、上顎の形状や機能などは明らかにされていない。化石は中華人民共和国の山東省や、日本の兵庫県（篠山層群）から発見されている。2015年に記載されたパキゲニス・アダチイの全長は約70センチメートルと推定されている。
属名はギリシア語で「厚い下顎」を意味する。特徴は石川県の桑島層に由来するハクセプスに類似しており、少数の歯が下顎の前端に偏って存在すること、歯列の後方が大きく湾曲していること、顎全体の形状がシャワーヘッドにも喩えられる形状を成すことが共通する。両属を区別する特徴としては、パキゲニスでは板状骨の関節面に溝が走ることや、歯列の後方の顎が大きく抉れていないことなどが挙げられる。
2007年には約1億1200万年前にあたる兵庫県篠山市の地層から約2.7センチメートルの下顎の化石が発見された（これは中国から記載されたタイプ種（頭蓋骨長7センチメートル）よりも小型である）。歯骨の前方のみに9本の歯が生えていることから中国で発見されたパキゲニス属と同定され、タイプ種であるパキゲニス・セラステッサよりも尖った歯の形状から新種と判断された。記載論文は2015年に『Journal of Vertebrate Paleontology』誌に掲載された。足立洌への献名としてパキゲニス・アダチイと命名された本種は、テドロサウルス（福井県）やサクラサウルス（岐阜県）およびクワジマーラ（石川県）に続いて4番目に記載された日本産の化石トカゲ類であるだけでなく、アジアと日本のトカゲ類の近縁性を実証することになった。